# Дамал Кришнасвами Паттаммал
Дамал Кришнасвами Паттаммал (англ. Damal Krishnaswamy Pattammal, там. தாமல் கிருஷ்ணசுவாமி பட்டம்மாள்; 28 марта 1919 — 16 июля 2009) — индийская певица. Исполнитель музыки карнатака. Вместе с М. С. Суббулакшми и М. Л. Васантакумари входила в «Женскую троицу карнатической музыки».

## Биография

### Детство и юность
Родилась 28 марта 1919 года в городе Канчипурам (Индия) в ортодоксальной индуистской семье браминов. Её отец, Дамал Кришнасвами, глубоко интересовался музыкой, и вдохновил её изучать музыку карнатака. Паттаммал училась у своей матери Кантимати, которая была талантливой певицей, но никогда не выступала даже перед друзьями и родственниками из-за ортодоксальных традиций.
В десять лет Паттаммал впервые выступила на Madras Corporation Radio, а в 1932 году состоялся её первое живой концерт в Madras Rasika Ranjani Sabha. В следующем году она переехала в Мадрас и начала регулярно выступать перед зрителями.

### Творческая деятельность
Гастролировала за рубежом, в том числе в Соединенных Штатах, Канаде, Франции, Германии, Швейцарии, на Шри-Ланке и в других странах.

## Фильмография
Д. К. Паттаммал известна своим исполнением песен для кинофильмов.
- 1939 — Thyagabhoomi
- 1947 — Nam Iruvar
- 1947 — Mahathma Utthangaar
- 1951 — Lavanya
- 2000 — Дыхание времени[англ.]

## Награды и звания
В 1971 г. награждена орденом Падма Бхушан. В 1998 г. награждена орденом Падма Вибхушан (вторая из высших гражданских государственных наград Индии).

## Семья
В 1939 году Паттамал вышла замуж за Р. Ишварана. Впоследствии у пары родилось двое сыновей Шивакумар и Лакшманкумар.
Её внучка — Нитьяшри Махадеван, известная в Индии закадровая исполнительница песен для кинофильмов.

## Память
В 2014 Индия выпустила почтовую марку с изображением Д. К. Паттаммал.